# داریوش فرهنگ
داریوش فرهنگ درخشانی (زادهٔ ۶ آذر ۱۳۲۶) کارگردان، فیلم‌نامه‌نویس و بازیگر ایرانی است.

## زندگی
داریوش فرهنگ در خانواده‌ای متوسط در آبادان به‌دنیا آمد. او پس از درگذشت پدرش در ۸ سالگی به همراه خانواده به شهر کرمان جوپار (زادگاه مادرش) مهاجرت کرد. مادر وی از طایفه اصیل و سرشناس شهیدی زندی جوپار می‌باشد. دوران دبستان و دبیرستان را در کرمان گذراند و پس از آن که در دانشگاه پذیرفته شد به تهران رفت.
او در سال ۱۳۵۲ در رشته کارگردانی تئاتر از دانشکده هنرهای زیبای دانشگاه تهران فارغ‌التحصیل شد. او فعالیت در تئاتر را از سال ۱۳۴۵ آغاز کرد و در سال ۱۳۴۷ گروه تئاتر پیاده را بنیان گذاشت. نخستین فعالیت سینمایی او با بازی در فیلم کوتاه سلندر (واروژ کریم‌مسیحی) در سال ۱۳۵۹ بود. پس از آن با فیلم‌نامه‌نویسی و کارگردانی فیلم ۶۵ دقیقه‌ای رسول پسر ابوالقاسم، فعالیت حرفه‌ای خود را در سینما آغاز کرد. نخستین ساخته تلویزیونی او، مجموعه افسانه سلطان و شبان نام داشت که پخش آن در سال‌های آغازین دهه ۶۰ خورشیدی با استقبال زیادی روبرو شد. سوسن تسلیمی، بازیگر سینما و تئاتر، همسر پیشین او بود. فرهنگ در بخش‌های دیگر صنعت سینما همچون طراحی صحنه و لباس، طراحی تیتراژ، تهیه‌کنندگی نیز فعالیت داشته‌است. او در چندین کار مشترک با مهدی هاشمی فعالیت داشته‌است.

## دیدگاه‌ها
داریوش فرهنگ پس از سرنگونی هواپیمای مسافربری اوکراین در دی ۱۳۹۸، در راستای همدردی با مردم از شرکت در سی و هشتمین دوره جشنواره فیلم فجر انصراف داد.

او در یادداشت خود نوشت:
«مدت‌هاست احساس خفت و شرمندگی می‌کنم به عنوان یک ایرانی. دو چشم دارم که می‌بینم و دو گوش که می‌شنوم و یک قلب کوچک که میلیونها قلب شکسته هموطنان اش را احساس می‌کند. سالهاست یک آب خوش از گلوی کسی پایین نرفته…(….) هرگز جزو هیچ گروه و دسته و حزب و سازمانی نبوده و نخواهم بود. سال‌هاست در هیچ محفل و مجلس و مناسبتی نبوده‌ام. اما سال‌هاست که رنج و درد تاریخی مردم را دیده‌ام. این مردم «داد» خود از که بخواهند…؟ از که بستانند؟همیشه داد از بی دادگر می‌خواستیم.امروز این مردم داد از که بستانند؟همین‌جا و به احترام رنج بی‌پایان مردمان اعلام می‌کنم: تا زمانی که رنگ خوش نبینند در هیچ جشن و جشنواره و مناسبتی شرکت نخواهم کرد.»
او در مورد سریال گاندو اینگونه می‌گوید:
«گاندو» مسیری جدید در سریال‌سازی ایجاد کرد. گاندو ویژگی‌های خاصی داشت که آغازگر طرز تفکری جدید برای سریال‌سازی بود. انواع مختلف سریال وجود دارد که باید هم باشد؛ چون سلایق مردم متفاوت است. مردم از هر دو فصل استقبال کردند. شما چند سریال را در دنیا می‌توانید ببینید که در آن از مسئولانشان انتقاد کنند و دربارهٔ وضعیت اجتماعی و اقتصادی کشور خود صحبت کنند. امتیازات گاندو بیشتر از نقاط ضعفش است. موضوع و ساختار این سریال برای دل مشغولی نیست؛ بلکه برای ذهن مشغولی است. مردم از اینکه حرف دلشان زده شود، خوشحال می‌شوند.

## فیلم‌شناسی

### کارگردان و فیلم‌نامه‌نویس
- خنده در باران (کارگردان و فیلمنامه‌نویس، ۱۳۸۹)
- یک گزارش واقعی (کارگردان و فیلم‌نامه‌نویس، ۱۳۸۷)
- راه شب (مجموعه تلویزیونی، کارگردان، ۱۳۸۵)
- طلسم‌شدگان (مجموعه تلویزیونی، کارگردان، ۱۳۸۳)
- رز زرد (کارگردان، ۱۳۸۱)
- شب‌های تهران (کارگردان، ۱۳۷۹)
- تکیه بر باد (کارگردان، ۱۳۷۸)
- تولدی دیگر (مجموعه تلویزیونی، کارگردان، ۱۳۷۷)
- روانی (کارگردان، ۱۳۷۶)
- دیپلمات (کارگردان و فیلم‌نامه‌نویس، ۱۳۷۴)
- راه افتخار (کارگردان و فیلم‌نامه‌نویس، ۱۳۷۳)
- بهترین بابای دنیا (کارگردان، ۱۳۷۰)
- دو فیلم با یک بلیت (کارگردان و فیلم‌نامه‌نویس، ۱۳۶۹)
- طلسم (کارگردان و فیلم‌نامه‌نویس، ۱۳۶۵)
- اتوبوس (فیلم‌نامه‌نویس، ۱۳۶۴)
- کفش‌های میرزا نوروز (فیلم‌نامه‌نویس، ۱۳۶۴)
- سلطان و شبان (مجموعه تلویزیونی، کارگردان، ۱۳۶۱)
- رسول پسر ابوالقاسم (کارگردان و فیلم‌نامه‌نویس، ۱۳۶۰)

### بازیگر
- آلا (مجموعه تلویزیونی، ۱۴۰۴)
- پول و پارتی (فیلم سینمایی، ۱۴۰۲)
- مسافران شهر (مجموعه تلویزیونی ۱۴۰۱)
- سلمان فارسی (مجموعه تلویزیونی ۱۴۰۵–۱۳۹۸) در نقش کاپیتان هانیبال
- گاندو ۲ (مجموعه تلویزیونی ۱۴۰۰)
- ملکاوان (مجموعه تلویزیونی ۱۳۹۸)
- سلام آقای مدیر (مجموعه تلویزیونی، ۱۳۹۸)
- گاندو (مجموعه تلویزیونی، ۱۳۹۸)
- تخته گاز (فیلم سینمایی، ۱۳۹۷)
- در جستجوی آرامش (مجموعه تلویزیونی، ۱۳۹۶)
- نفس (مجموعه تلویزیونی، ۱۳۹۶)[۶]
- مدار ده درجه (فیلم تلویزیونی، ۱۳۹۴)[۷]
- آمین (مجموعه تلویزیونی، ۱۳۹۴)[۸]
- محمد رسول‌الله (۱۳۹۳)
- لارستان ۶:۳۰ بامداد (فیلم تلویزیونی، ۱۳۹۱)
- کلاه پهلوی (مجموعه تلویزیونی، ۱۳۹۱)
- مثل یک کابوس (مجموعه تلویزیونی، ۱۳۹۰)
- پنج کیلومتر تا بهشت (مجموعه تلویزیونی، ۱۳۹۰)
- حرفه ای‌ها (فیلم ویدئویی، ۱۳۸۹)[۹]
- بی‌گناهان (مجموعه تلویزیونی، ۱۳۸۷)
- روز برمی‌آید (۱۳۸۵)
- رز زرد (۱۳۸۱)
- معصومیت از دست رفته (مجموعه تلویزیونی، ۱۳۸۲)
- تصمیم نهایی (مجموعه تلویزیونی، ۱۳۸۰)
- محاکمه (۱۳۷۸–۱۳۷۷)
- شلیک نهایی (مجموعه تلویزیونی، ۱۳۷۳)
- دیپلمات (۱۳۷۴)
- سفر (۱۳۷۳)
- دو فیلم با یک بلیت (۱۳۶۹)
- شاید وقتی دیگر (۱۳۶۶)
- سلندر (۱۳۵۹)

## جایزه‌ها و نامزدی‌ها
- برنده دیپلم افتخار بهترین فیلم (دو فیلم با یک بلیت) از نهمین دوره جشنواره فیلم فجر (۱۳۶۹)
- برنده سیمرغ بلورین جایزه ویژه هیئت داوران (دو فیلم با یک بلیت) از نهمین دوره جشنواره فیلم فجر (۱۳۶۹)
- نامزد سیمرغ بلورین بهترین بازیگر نقش اول مرد (دو فیلم با یک بلیت) در نهمین دوره جشنواره فیلم فجر (۱۳۶۹)
- نامزد سیمرغ بلورین بهترین کارگردانی (دو فیلم با یک بلیت) در نهمین دوره جشنواره فیلم فجر (۱۳۶۹)
- انتخاب فیلم طلسم به‌عنوان پنجمین فیلم سال - دومین دوره منتخب نویسندگان و منتقدان (۱۳۶۶)[۳]